# Elasmus anius
Elasmus anius är en stekelart som beskrevs av Walker 1846. Elasmus anius ingår i släktet Elasmus och familjen finglanssteklar.
Artens utbredningsområde är:
- Sverige.
- Kroatien.

Arten är reproducerande i Sverige. Inga underarter finns listade i Catalogue of Life.